# Ombrophila obstricta
Ombrophila obstricta är en svampart som beskrevs av P. Karst. 1889. Ombrophila obstricta ingår i släktet Ombrophila och familjen Helotiaceae.   Inga underarter finns listade i Catalogue of Life.